# USS Mugford (DD-389)
DD 389 Mugford (Корабль соединённых штатов Магфорд) — американский эсминец типа Бэгли.
Заложен на верфи Boston Navy Yard 28 октября 1935 года. Спущен 31 октября 1936 года, вступил в строй 16 августа 1937 года.
Участвовал 1 июля 1946 года и 25 июля 1946 года при испытаниях атомных бомб близ атолла Бикини. Выведен в резерв 29 августа 1946 года.
Затоплен близ острова Кваджалейн 22 марта 1948. Из состава ВМС США 5 апреля 1948 года.